# AaltoUS Helsinki
AaltoUS – fiński klub piłkarski z siedzibą w Helsinkach.

## Osiągnięcia
- Mistrz Finlandii: 1909

## Historia
Klub założony został w 1903 roku jako PUS (Polyteknikkojen urheiluseura). Do I wojny światowej brał udział w rozgrywkach finałowych Jalkapallon SM-kilpailu, ale nigdy klub nie występował w najwyższej klasie rozgrywek ligowych w Finlandii. W 2010 Politechnika została przemianowana na Uniwersytet, a klub zmienił nazwę na AaltoUS (Aalto-yliopiston urheiluseura). Stowarzyszenie zostało rozwiązane 17 lutego 2015.